# Ty Hodges
Ty Hodges (* 26. Mai 1981 in Washington, D.C. als Eric Tyrone Hodges II) ist ein US-amerikanischer Schauspieler.

## Leben und Karriere
Hodges besucht die New World School of the Arts in Miami. Erste Erfahrungen sammelte er in der Theatergruppe Voices United, mit der er an verschiedenen Bühnen in den Vereinigten Staaten auftrat.
Nach seinen Erfahrungen beim Theater wollte er nach Hollywood ziehen, um Schauspieler zu werden. Seine Eltern unterstützten ihn erst, als er in Janet Jacksons Musikvideo Go Deep auftrat. Daraufhin zog die Familie nach Los Angeles, wo Hodges gegenwärtig wohnt.
Nachdem er in dem Musikvideo aufgetreten ist, erhielt er Rollen in Fernsehserien wie New York Cops – NYPD Blue und Felicity und die männliche Hauptrolle in dem Fantasyfilm Don’t Look Under the Bed neben Erin Chambers. Es folgten weitere Fernsehauftritte bei King of Queens, Boston Public und The District – Einsatz in Washington. Im Jahr 2003 spielte er in State of Mind einen Studenten und verkörperte in The Challenge – Eine echte Herausforderung die Rolle des Charles, während seine Tätigkeit in Das Geheimnis von Green Lake im Abspann keine Erwähnung fand. In dem Fernsehfilm Die Stevens schlagen zurück verkörperte Hodges die Rolle des Larry Beale, die er von 2000 bis 2002 in der Fernsehserie Eben ein Stevens bereits 13 Mal spielte. Im Jahr 2006 stand er neben Hilary und Haylie Duff als Etienne vor der Kamera. Im gleichen Jahr führte er bei dem Filmdrama Miles from Home Regie und war als Produzent, Drehbuchautor und Schauspieler bei diesem Werk tätig. Im Jahr 2011 führte Hodges das zweite Mal Regie. Bei dem Drama Video Girl arbeitete er mit Meagan Good und Haylie Duff zusammen. Ty Hodges verfasste das Drehbuch zu seinem dritten Film You, Me & The Circus selbst und war darin auch als Ralph in einer Nebenrolle zu sehen.

## Filmografie (Auswahl)

### Schauspieler
- 1998: Go Deep (Musikvideo)
- 1999: New York Cops – NYPD Blue (NYPD Blue, Fernsehserie, Folge 6x15 I Have a Dream)
- 1999: Die Rückkehr der vergessenen Freunde (Don’t Look Under the Bed)
- 1999: Felicity (Fernsehserie, Folge 2x04 The Depths)
- 2000: King of Queens (Fernsehserie, Folge 3x06 Strike Too)
- 2000–2002: Eben ein Stevens (Even Stevens, Fernsehserie, 13 Folgen)
- 2001: Boston Public (Fernsehserie, Folge 1x17)
- 2003: The District – Einsatz in Washington (The District, Fernsehserie, Folge 3x12 Untouchable)
- 2003: State of Mind (The United States of Leland)
- 2003: Das Geheimnis von Green Lake (Hole)
- 2003: The Challenge – Eine echte Herausforderung (The Challenge, Fernsehfilm)
- 2003: Die Stevens schlagen zurück (The Even Stevens Movie, Fernsehfilm)
- 2006: Material Girls
- 2006: Miles from Home
- 2012: You, Me & The Circus

### Regie und Produzent
- 2006: Miles from Home
- 2011: Video Girl
- 2012: You, Me & The Circus